# Daniela Rodler

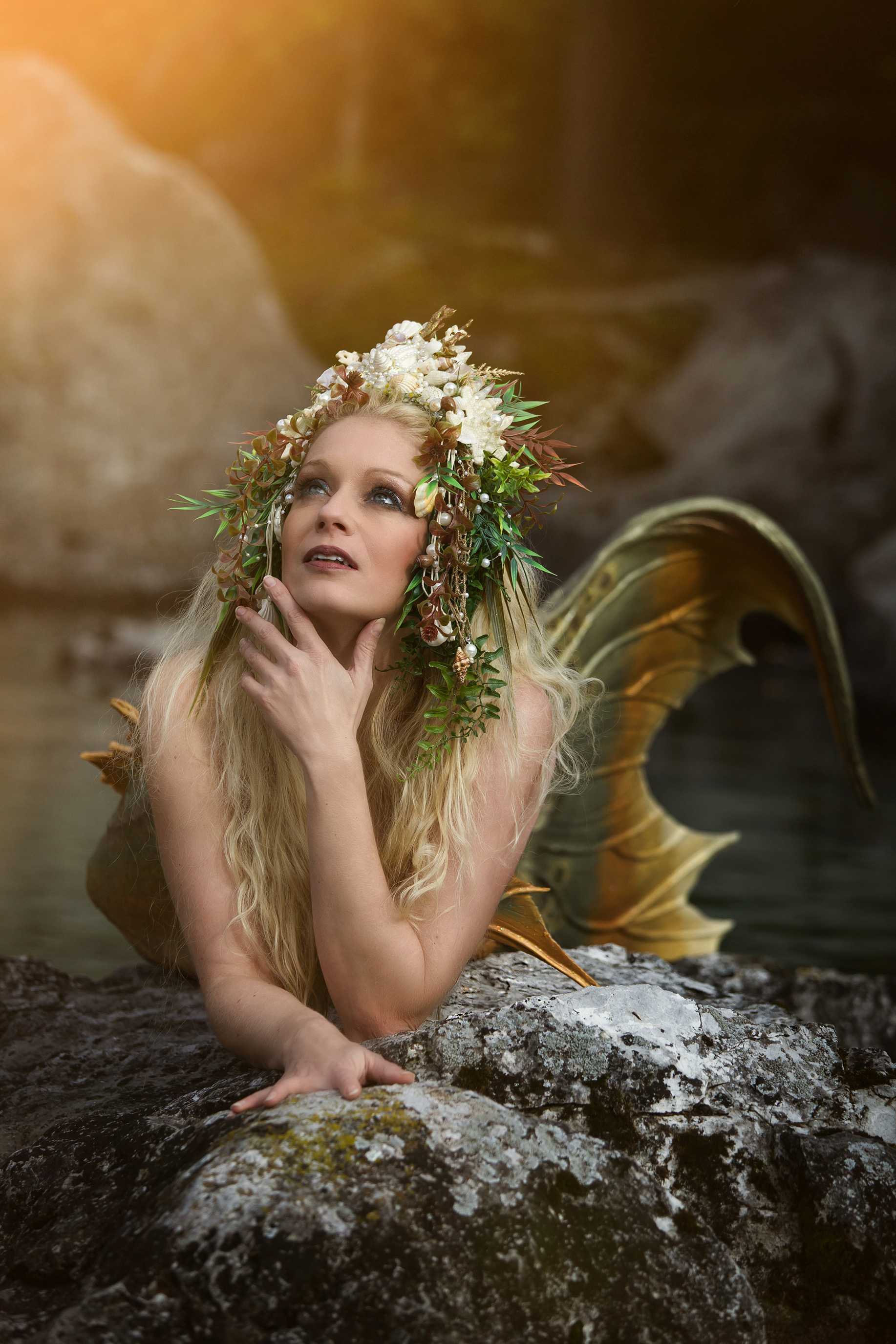
Daniela Rodler als "Münchens Nixe"

Daniela Rodler (* 1976 in München) ist eine deutsche Tierärztin, Autorin, Schauspielerin und Unterwasser-Performerin. Seit 2009 ist sie bekannt als Profi-Meerjungfrau unter der Bezeichnung „Münchens Nixe“.

## Leben und Werk
Während ihres Studiums der Tiermedizin an der Ludwig-Maximilians-Universität München (LMU) sammelte sie erste Film-Erfahrungen durch kleine Rollen als Ärztin oder Krankenschwester. Später erhielt sie dann auch andere TV-Gastrollen.
Neben ihrer Dissertation 2009 und Habilitation 2017 an der Ludwig-Maximilians-Universität München schrieb sie einige veterinärwissenschaftliche Publikationen und gewann 2019 den Zietzschmann-Preuss-Award der World Association of Veterinary Anatomists in Ghent für einen embryologischen Artikel.
Künstlerisch fokussierte sie sich in dieser Zeit auf die Kombination von Schauspiel, Ballett und Tauchen und absolvierte diverse Geräte- und Freitauchscheine mit dem Ziel, eine authentische Meerjungfrau für bewegte Bilder darstellen zu können. Inspiriert wurde sie durch die Schauspielerin Daryl Hannah im Film Splash – Eine Jungfrau am Haken.
2012 drehte sie für den Spielfilm t=E/x² (mit Mario Ganß, Götz Otto und Jasmin Wagner, Regie: Andreas Z. Simon) einen Unterwasser-Stunt als Meerjungfrau im Meer von Lanzarote.
Es folgten zahlreiche nationale und internationale Fotoshootings als Meerjungfrau und Unterwassermodel für Werbung, Kunstfotografie und Buchproduktionen. Auftritte in öffentlichen Großaquarien in Deutschland, Schottland, England, USA und Australien. Zu sehen, lesen und hören war sie in einer Augmented-Reality Installation, bei Auftritten und Vorträgen auf Messen und Events, in Magazinen, Podcasts, sowie bei Einsätzen in Film- und Fernsehproduktionen.
2017 verfasste sie mit „Mermaids – Kleines Handbuch für Meerjungfrauen und Nixen“ das erste Lehrbuch für Nachwuchs-Meerjungfrauen im deutschsprachigen Bereich.
Im selben Jahr wurde sie selbst als deutsche Vertreterin in der Unterwasser-Performance zum Beschreibungsobjekt in der wissenschaftlichen Publikation „Aquarium Mermaids: Multiskilled Entrepreneurs in the Creative Community“ (Tracy Davies) in „The Drama Review“.
In Fatih Akins Kinofilm, dem Gangster-Drama Rheingold (2022), stellt sie eine der drei Rheintöchter in einer Unterwasserszene dar.
2023 erschien das Foto-Märchen „Der Angler und die Maarjungfrau“, das sie gemeinsam mit der Unterwasser-Fotografin Claudia Weber-Gebert schrieb und für das sie als Titelfigur modelte. Das Buch thematisiert Umweltaspekte und den Schutz der Maar-Seen in der Eifel.
Im selben Jahr gewann sie bei dem King-and-Queen-of-the-Seas Contest (Teilbereich von Miss Mermaid USA) den Titel „Sea Queen of Germany 2023“ für ihre Gesamtleistung als Meerjungfrau.

## Auszeichnungen
- 2019 Zietzschmann-Preuss Award (Promotion of Research in Veterinary Embryology) – World Association of Veterinary Anatomists (WAVA), Ghent/Belgium[3]
- 2023 Sea Queen of Germany 2023 – King and Queen of the Seas (Miss Mermaid USA), USA[33]

## Bibliografie
- Histologische und ultrastrukturelle Untersuchungen am Ovar der Wachtel. Südwestdeutscher Verlag für Hochschulschriften, Saarbrücken 2010, ISBN 978-3-8381-1255-8 (Dissertation).
- Mermaids – Kleines Handbuch für Meerjungfrauen und Nixen. mit Illustrationen von Stephanie Naglschmid. Verlag Stephanie Naglschmid, Stuttgart 2017, ISBN 978-3-89594-935-7.
- (zus. mit Fred Sinowatz): Histologie in der Tiermedizin. Grundlagen, Techniken, Präparate. Schlütersche Verlagsgesellschaft, Hannover 2019, ISBN 978-3-8426-0015-7.
- (zus. mit Claudia Weber-Gebert): Der Angler und die Maarjungfrau. Verlag Weber-Gebert, Naurath 2023, ISBN 978-3-981-69929-6.
- (zus. mit Fred Sinowatz als Hrsg.): Lehrbuch der Embryologie der Haustiere. Für Studium und Praxis. Schlütersche Verlagsgesellschaft, Hannover 2024, ISBN 978-3-8426-0054-6.

## Weitere Veröffentlichungen
- Henning von Gierke: Goldener Strom – Flowing gold. Prestel Verlag, München/Berlin/London/New York 2009, ISBN 978-3-7913-4132-3 (als Künstlermodell).
- Interview mit einer Meerjungfrau. DIVEMASTER Tauchmagazin Nr. 80 (2014), ISSN 0943-9986 (als Autorin).
- But A Mermaid Has No Tears. Fine Art Photobook – Nadja Ellinger, Hochschule für Angewandte Wissenschaften München 2017 (als Meerjungfrau-Fotomodell).
- Aquarium Mermaids: Multiskilled Entrepreneurs in the Creative Economy, 2020, T. Davies, S. Strandvad, The Drama Review, Volume 64, Number 1, pp. 119–144, MIT press (als Themen-Objekt).
- Nixen zerfallen leider zu salzigem Seeschaum, TAUCHEN (Zeitschrift) Nr. 4 (2017), ISSN 0170-4001 (als Autorin).
- Blancpain Fifty Fathoms Edition, Blancpain Fotobuch 2018 (als Meerjungfrau-Fotomodell für Waterworld – Werner Thiele KG).
- Der Hai in dir: Evolution. DIVEMASTER Tauchmagazin Nr. 98 (2018), ISSN 0943-9986.
- Verzasca – Geheimnisvolle Elfenschlucht. DIVEMASTER Tauchmagazin Nr. 100 (2019), ISSN 0943-9986 (als Autorin).
- Albrecht von Weech: Couchgeflüster. Kastner, Wolnzach 2021, ISBN 978-3-945296-89-9 (als Meerjungfrau-Fotomodell).

## Filmografie

### Spielfilme
- 2003: Bibi Blocksberg und das Geheimnis der blauen Eulen (Hexe)
- 2004: Zwei am großen See – Die Eröffnung (Filmreihe, ARD) (Leni)
- 2005: Zwei am großen See – Angriff aufs Paradies (Filmreihe, ARD) (Leni)
- 2005: Zwei am großen See – Große Gefühle (Filmreihe, ARD) (Leni)
- 2006: Wieder daheim (Spielfilm, ARD) (Jane)
- 2017: Schönheit – Wahrnehmung und Darstellung (Lehrfilm Medien LB) (sie selbst)
- 2019: Die Toten vom Bodensee – Die Meerjungfrau (Filmreihe, ZDF) (Meerjungfrau Unterwasser-Stunt)
- 2020: Imago (Acting-for-Film Workshop-Produktion) (Alina)
- 2021: t=E/x² (Independent Film von Andreas Z Simon) (Meerjungfrau Unterwasser-Stunt)
- 2022: Rheingold (Kinofilm) (Rheintochter Unterwasser-Stunt)

### Fernsehserie/Doku/Magazin
- 2004: Die Abschlussklasse (ProSieben) (Petra)
- 2005: Freunde, das Leben geht weiter (ProSieben) (Charlotte)
- 2008: Die Rosenheim-Cops („Eine Leiche für den Neuen“, ZDF) (Carla Brandl)
- 2012: Sat.1 live (Sat.1) (sie selbst, Unterwassermodel)
- 2013: KiKA live (KiKa) (sie selbst, Meerjungfrau)
- 2014: taff (ProSieben) (sie selbst, Meerjungfrau)
- 2014: ML Mona Lisa (ZDF) (sie selbst, Meerjungfrau)
- 2014: Mieten, kaufen, wohnen (VOX) (sie selbst, Meerjungfrau)
- 2014: Abendschau (Bayerischer Rundfunk) (BR) (sie selbst, Meerjungfrau)
- 2015: Wir in Bayern (BR) (sie selbst, Meerjungfrau)
- 2015: Puls (BR) (sie selbst, Apnoetrainerin)
- 2015: Mehr Meergefühl (Musikvideo von Münchner Freiheit) (Meerjungfrau)
- 2016: Regionalfernsehen Oberbayern (RFO) (sie selbst, Meerjungfrau)
- 2016: Jelly Eyes (Augmented Reality Installation) (Lynn Margulis)
- 2017: Daniela die Meerjungfrau (NaturaGart TV) (sie selbst, Meerjungfrau)
- 2018: Goodbye Deutschland! Die Auswanderer („Folge 31“, VOX) (Gast-Meerjungfrau)
- 2021: Sat.1 Bayern (Sat.1) („Tauchender Weihnachtsengel“)
- 2022: WaPo Bodensee („Irrwege“, ARD) (Linda Stern)
- 2023: Landesschau Rheinland-Pfalz (SWR) (Talkgast)
- 2024: Extra – Die Rolle einer Wasserleiche (ARD Mediathek) (sie selbst, Unterwasser-Stunt)
- 2024: München TV („Tauchender Schneemann Snowy“)